# Sardor Nurillayev
Sardor Ilxomovich Nurillayev (ur. 12 listopada 1994) – uzbecki judoka, olimpijczyk z Tokio (2020) i Paryża (2024), gdzie zajmował siedemnaste miejsce w wadze półlekkiej.
Uczestnik mistrzostw świata w 2017, 2018, 2019, 2021, 2022 i 2023. Piąty na igrzyskach azjatyckich w 2022 i drugi w drużynie. Złoty medalista mistrzostw Azji w 2021 i brązowy w 2024. Wygrał Igrzyska solidarności islamskiej w 2021 roku.

## Letnie Igrzyska Olimpijskie 2020
| Konkurencja | Eliminacje          | Klas. końcowa |
| Konkurencja | Przeciwnik I        | Miejsce       |
| ----------- | ------------------- | ------------- |
| 66 kg       | Denis Vieru (MDA) P | 17.           |